# OFCネイションズカップ2020
The OFCネイションズカップ2020は、2020年6月6日から20日にわたってニュージーランド・オークランドのノース・ハーバー・スタジアムとザ・トラスト・アリーナで開催を予定していたオセアニア各国の代表チームによって争われるサッカー大会OFCネイションズカップの第11回大会である。実際には新型コロナウイルス感染症の感染が拡大している影響で中止された。
2020年1月10日、OFCによって開催国がニュージーランドに決定した。予選免除された7か国・地域と予選通過1か国・地域の計8か国・地域が本大会に出場予定であった。 ニュージーランドは前回大会優勝国である。
同年4月21日、OFCは新型コロナウイルス感染症の流行と、それに伴うFIFAカレンダーの日程変更につき大会実施が困難と判断し、開催中止となった。

## 予選
OFCに加盟し、かつFIFAにも加盟している11の国と地域が大会に参加できる
予選は4か国と地域が参加。元々、2020年3月21日から27日にクック諸島・ラロトンガのCIFAアカデミーフィールドで行い、1位通過国が本大会への出場権を付与される予定であった。 同年3月9日、OFCは新型コロナウイルス感染症の流行につき5月6日まで延期すると発表した。
| チーム                                    | FIFAランキング (2019年12月19日時点) | 出場回数        | 最高成績                            |
| ----------------------------------------- | ----------------------------------- | --------------- | ----------------------------------- |
| フィジー                                  | 163位                               | 6大会連続9回目  | 3位 (1998、2008)                    |
| ニューカレドニア                          | 156位                               | 4大会連続7回目  | 準優勝 (2008、2012)                 |
| ニュージーランド (開催国・前回大会優勝国) | 122位                               | 11回連続11回目  | 優勝 (1973、1998、2002、2008、2016) |
| パプアニューギニア                        | 165位                               | 3大会連続5回目  | 準優勝 (2016)                       |
| ソロモン諸島                              | 141位                               | 3大会連続8回目  | 準優勝 (2004)                       |
| タヒチ                                    | 161位                               | 3大会連続10回目 | 優勝 (2012)                         |
| バヌアツ                                  | 163位                               | 8大会連続10回目 | 4位 (1973、2000、2002、2008)        |

| チーム                  | FIFAランキング (2019年12月19日時点) | 出場回数       | 最高成績         |
| ----------------------- | ----------------------------------- | -------------- | ---------------- |
| アメリカ領サモア        | 192位                               | 初出場         | なし             |
| クック諸島 (予選開催地) | ランク外                            | 6大会ぶり3回目 | 6位 (1998、2000) |
| サモア                  | 194位                               | 3大会連続3回目 | 8位 (2012、2016) |
| トンガ                  | 203位                               | 初出場         | なし             |

## 競技会場
本大会は、オークランドのノース・ハーバー・スタジアムとザ・トラスト・アリーナの2会場で実施予定であった。
| オークランド                 | オークランド           |
| ---------------------------- | ---------------------- |
| ノース・ハーバー・スタジアム | ザ・トラスト・アリーナ |
| 収容人数: 25,000人           | 収容人数: 4,901人      |
|                              |                        |